# Frascineto
Frascineto (in Arbëresh: Frasnita) ist eine von Arbëresh (IPA: [⁠ar'bəreʃ⁠]) gegründete italienische Gemeinde in der Provinz Cosenza in Kalabrien mit 1874 Einwohnern (Stand 31. Dezember 2023).

## Lage und Daten
Frascineto liegt etwa 71 km nördlich von Cosenza an der südlichen Seite des Nationalparks Pollino. Fraktion von Frascineto ist das von Arbëresh gegründete Ejanina (in Arbëresh: Purçilli). Die Nachbargemeinden sind Cassano allo Ionio, Castrovillari und der Arbëresh-Ort Civita (in Arbëresh: Çifti).
Die Gemeinde liegt direkt an der Autobahn A3 / E 45. Die Ausfahrt heißt Castrovillari - Frascineto.

## Seismische Aktivität
Nach der italienischen Klassifizierung bezüglich seismischer Aktivität wurde Frascineto der Zone 2 (in einer Skala von 1 bis 4) zugeordnet.

## Geschichte
Der Ort wurde 1490 von Arbëresh gegründet.

## Die Religion
Die Pfarrkirche, die Santa Maria Assunta (griechisch Kìmisis = Entschlafung der Gottesgebärerin Maria) gewidmet ist, gehört zur Italo-albanischen Kirche in der Eparchie Lungro und ist somit direkt dem Heiligen Stuhl unterstellt. Die Heilige Liturgie und die geistlichen Lieder sind in Griechisch und in Arbëresh.

## Verkehr
Der Ort hatte einen Bahnhof an der Bahnstrecke Lagonegro–Spezzano Albanese.

## Sehenswürdigkeiten
- Die italo-albanische katholische Pfarrkirche Santa Maria Assunta mit griechisch-byzantinischem Ritus ist im Stil des Barocks erbaut worden und hat eine Ikonostase aus der russischen Schule.
- Die basilianische Basilika San Pietro (in Arbëresh: Ka Shën Pjetri) aus dem 10. Jahrhundert. Die Kirche wurde im 16. Jahrhundert restauriert.
- Die Chiesa di Santa Lucia aus dem 16. Jahrhundert befindet sich im Zentrum der historischen Altstadt
- Museo delle Icone e della Tradizione Bizantina (Museum der Ikonen und der byzantinischen Tradition)[5] Das Museum beherbergt die private Sammlung des Archimandriten Paolo Lombardo. Nach der Neueröffnung am 19. April 2017 zählt sie Sammlung zirka 600 griechische und russische Ikonen, die zwischen dem 18. und dem 20. Jahrhundert geschrieben wurden.[6]
- Museo delle Bambole e del Costume Tradizionale Albanese (Museum der Puppen und der albanischen Tracht)in Via Della Montagna, 50[7]

## Regelmäßige Veranstaltungen
- Am Dienstag nach Ostern erneuert die Vallet-Tradition (folkloristische Darstellung der eigenen sprachlichen und kulturellen Identität) den Sieg des albanischen Feldherrn und Nationalhelden Georg Kastrioti, genannt Skanderbeg über die Osmanen.[8]

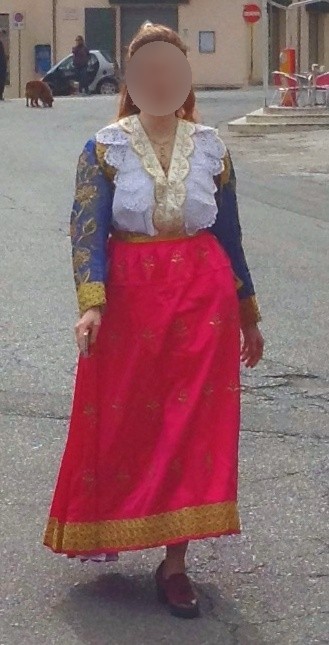
Typische Arbëresh-Tracht von Frascineto
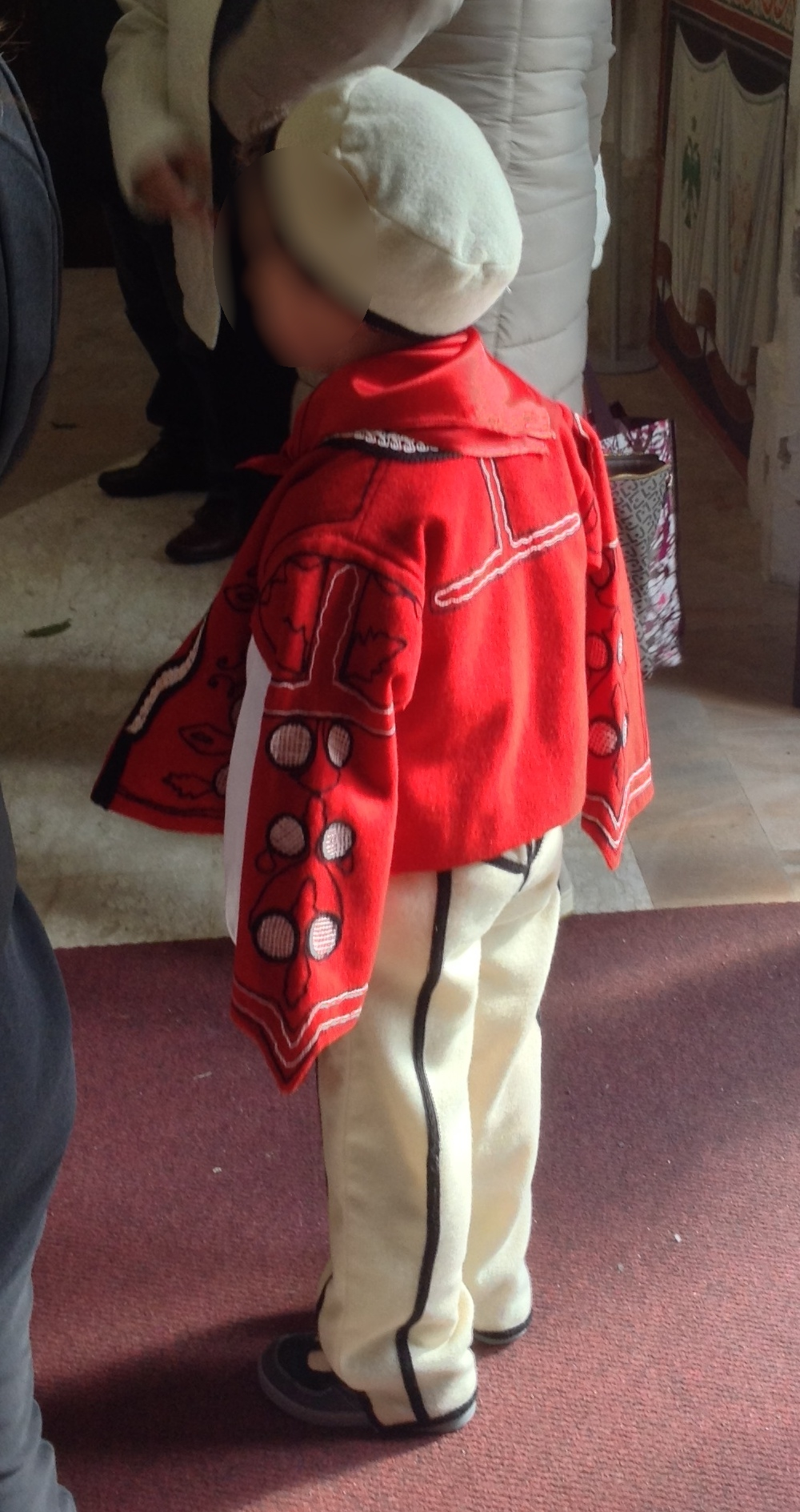
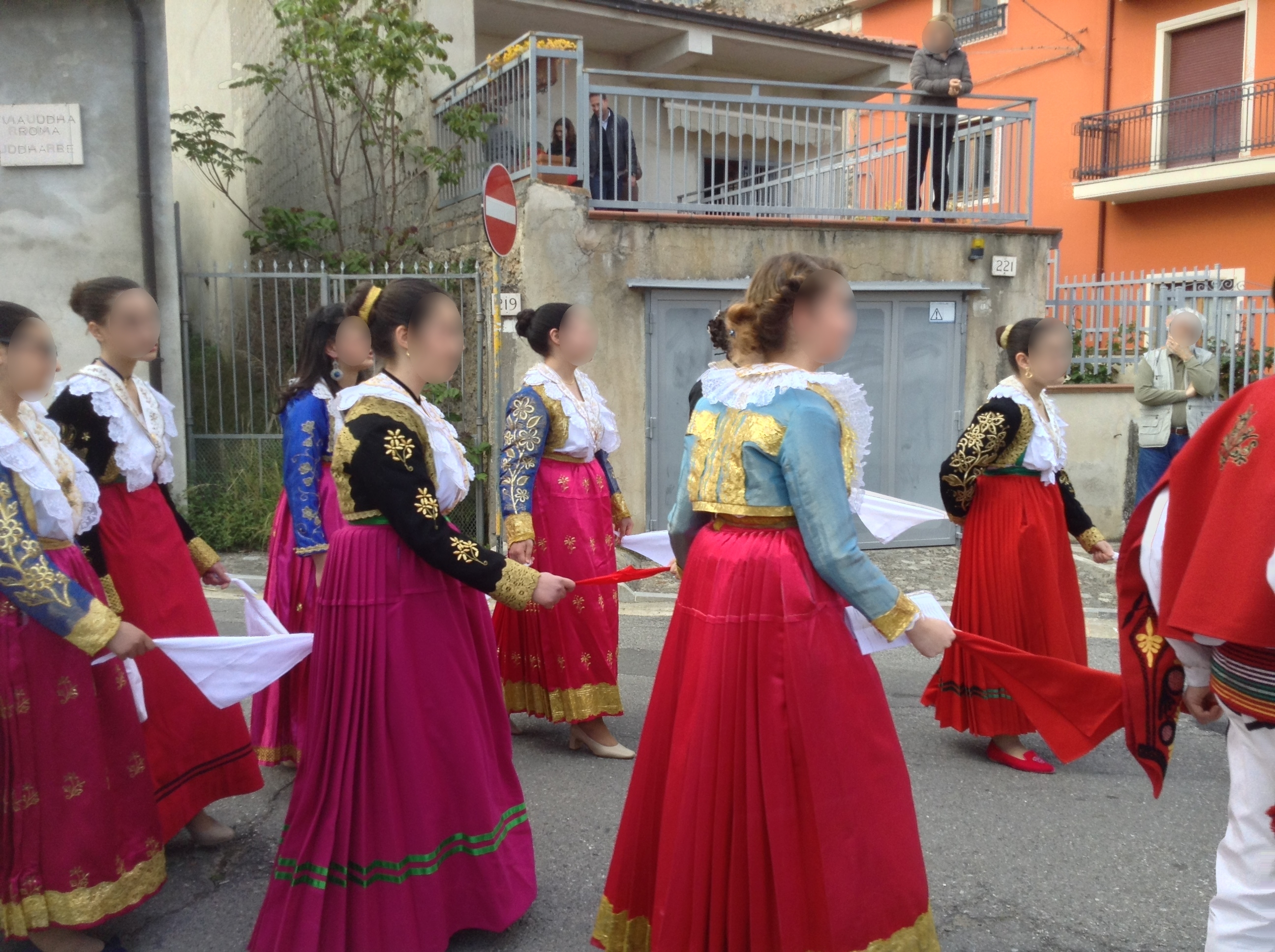
Die Vallet
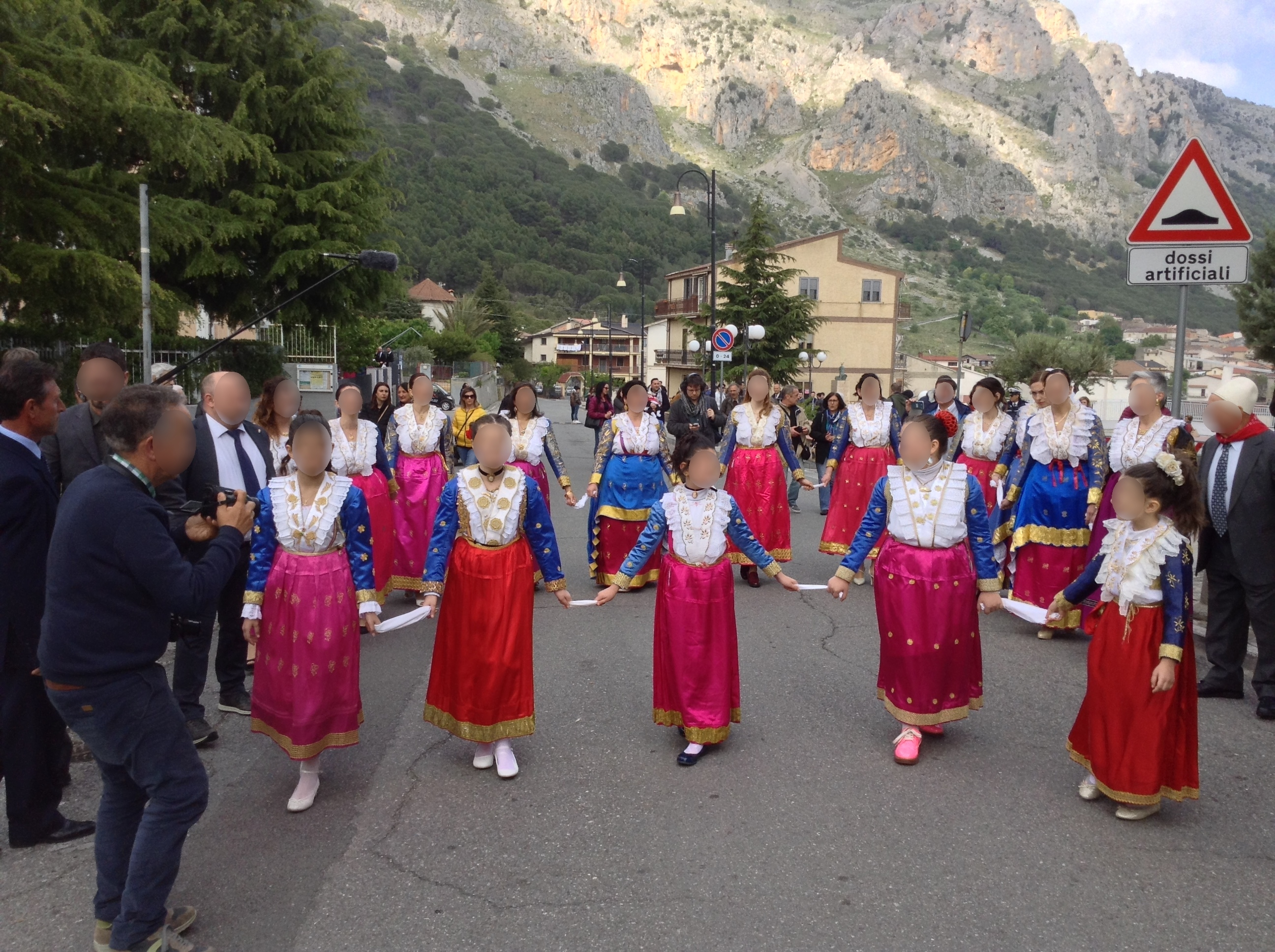
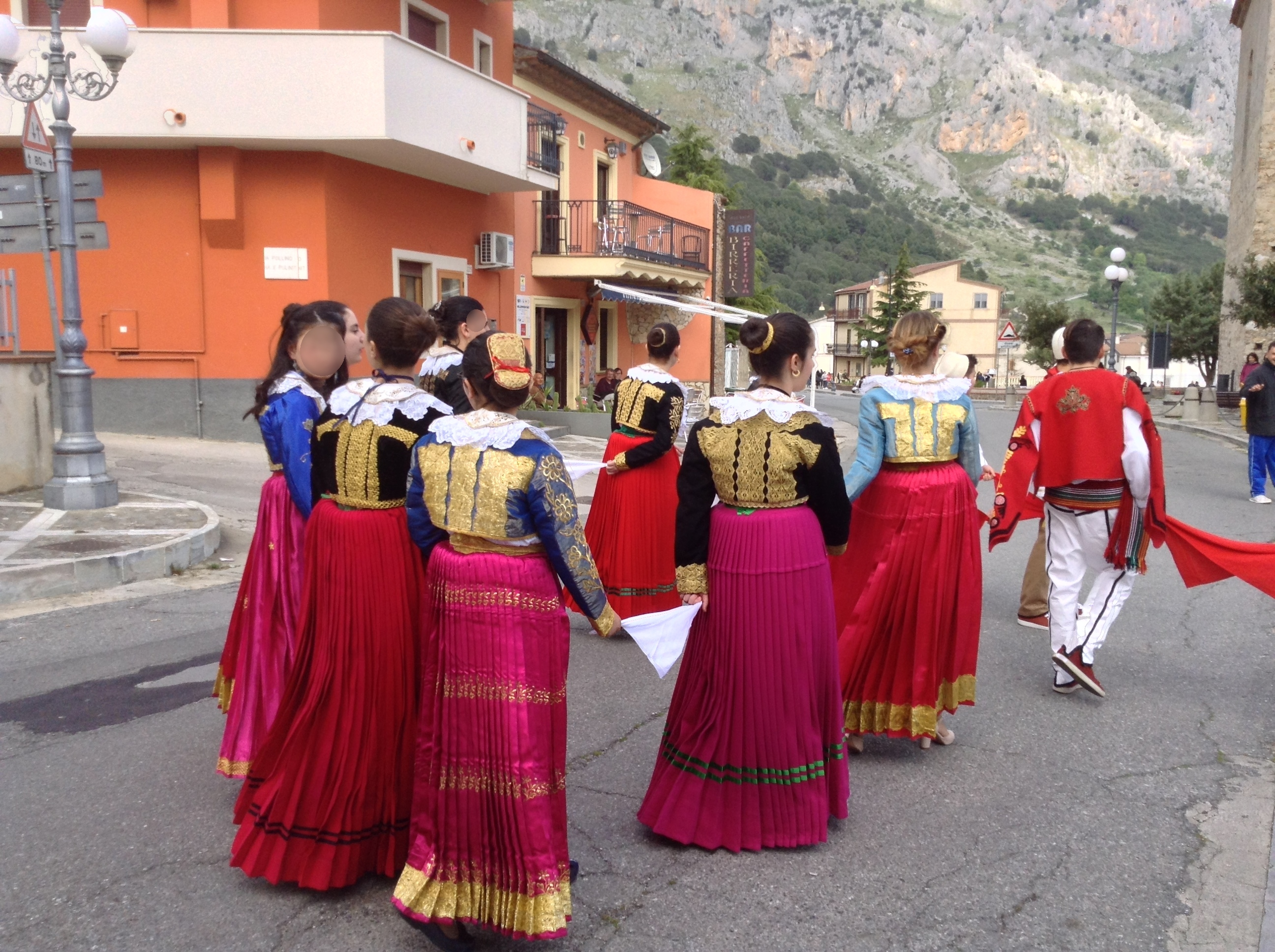

## Söhne und Töchter

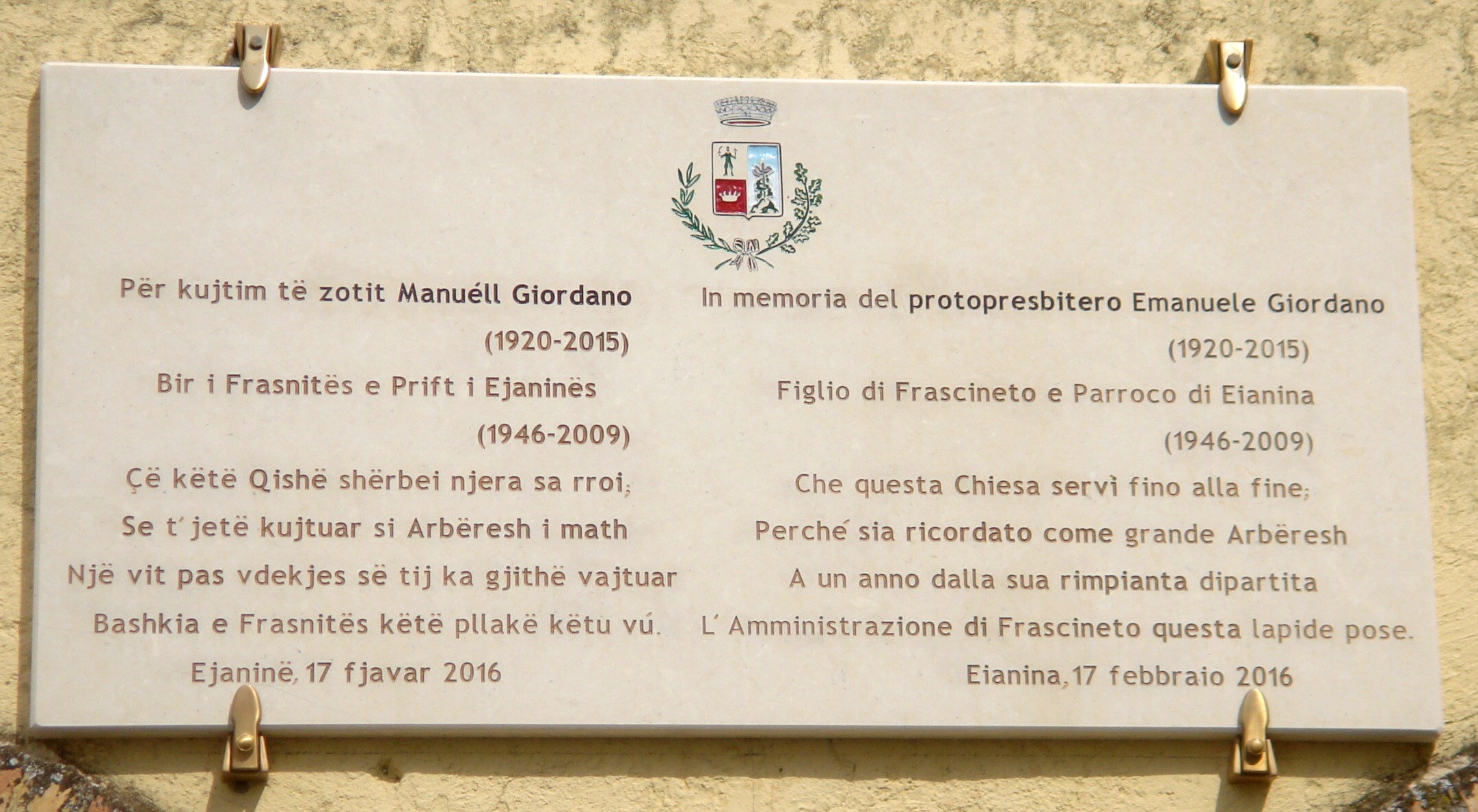
Gedenktafel des Erzpriesters und Papas von Ejanina, Emanuele Giordano

- Lino Bellizzi (1922–2002), Papas[Anm. 1] in der Kirche Santa Maria Assunta von Villa Badessa[9]
- Emanuele Giordano (1920–2015), Erzpriester und Papas von Ejanina (1946–2009)
- Antonio Bellusci (* 1934), Papas, Journalist und Schriftsteller[10].

## Personen mit Beziehung zum Ort
- Gabriel Sebastian Otvos, seit dem 2. März 2014 Papas in der Kirche Santa Maria Assunta von Frascineto